# Igor Sourikov
Igor Evguenievitch Sourikov (И́горь Евге́ньевич Су́риков), né le 4 décembre 1965 dans l'oblast de Gorki, en RSFSR, est un historien russe, spécialiste de la politique et de la culture de la Grèce antique. Il est docteur en sciences historiques en 2004, chercheur en chef à l'institut d'histoire mondiale de l'Académie des sciences de Russie, professeur de l'institut de physique et de technologie de Moscou et de l'université d'État des sciences humaines de Russie. Il est également chercheur en chef de l'université d'État de Nijni Novgorod.

## Biographie
Igor Sourikov étudie de 1984 à 1991 (avec une interruption pour son service militaire) à la faculté d'histoire de l'université d'État de Moscou qu'il termine avec honneurs. Il se spécialise à la chaire d'histoire du monde antique et entre 1991 et 1994 étudie en tant qu'aspirant au doctorat dans cette même chaire. En 1995, il reçoit le diplôme de candidat en sciences historiques, en 2004, de docteur en sciences historiques. Il est professeur agrégé (dotsent) en 2002.
Il travaille depuis 1996 à l'institut d'histoire mondiale de l'Académie des sciences de Russie où il occupe le poste de chercheur en chef, après avoir dirigé le département d'histoire ancienne. Igor Sourikov est également professeur du département d'histoire de l'institut de physique et de technologie de Moscou (il y travaille depuis 1995) et professeur à la chaire d'histoire et de théorie de la culture de l'université d'État des sciences humaines de Russie (il y travaille depuis 2005), et membre de comités de rédaction de différentes revues savantes, comme Le Monde antique et l'Archéologie, De l'histoire de la société antique, Problèmes d'histoire, de philologie et de culture, etc.
Il est l'auteur d'environ 450 publications et d'une trentaine de livres.
Il est le premier à avoir traduit en russe le poème de Lycophron, Alexandra (2011). 

## Quelques travaux
Monographies:
- Суриков И. Е. [Sourikov, I.E.], Из истории греческой аристократии позднеархаической и раннеклассической эпох. Род Алкмеонидов в политической жизни Афин VII—V в. до н.э, [De l'histoire de l'aristocratie grecque de la fin des époques archaïque et classique. La famille des Alcméonides dans la vie politique d'Athènes aux VIIe – Ve siècles. avant J.-C], Moscou, éd. ИВИ РАН [Institut d'histoire générale de l'Académie des sciences de Russie ], 2000, 284 pages
- Суриков И. Е., Эволюция религиозного сознания афинян во второй половине V в. до н.э.: Софокл, Еврипид, Аристофан в их отношении к традиционной полисной религии. Афин VII—V вв. до н.э [L'évolution de la conscience religieuse des Athéniens dans la seconde moitié du Ve siècle. J.-C. : Sophocle, Euripide, Aristophane dans leur rapport à la religion traditionnelle de la polis. Athènes VIIe – Ve siècles avant J.-C.], М., 2002, 308 pages,  (ISBN 5-9406-7072-5)
- Суриков И. Е., Проблемы раннего афинского законодательства [Problèmes dans la législation athénienne primitive], М., éd. Языки славянской культуры [Langues de la culture slave], 2004, 144 pages,  (ISBN 5-9551-0040-7)
- Суриков И. Е., Античная Греция: политики в контексте эпохи. Архаика и ранняя классика [La Grèce antique : la politique dans le contexte de l'époque. Archaïque et début classique], М., éd. Naouka (Наука), 2005, p. 349
- Суриков И. Е., Остракизм в Афинах [L'Ostracisme à Athènes], sous la dir. de Lioudmila Petrovna Marinovitch [Л. П. Маринович], М., éd. Языки славянских культур, 2006, 640 pages,  (ISBN 5-9551-0136-5)
- Суриков И. Е., Архаическая и классическая Греция: проблемы истории и источниковедения [La Grèce archaïque et classique : problèmes d'histoire et d'études des sources], М., éd. КДУ, 2007, 236 pages,  (ISBN 978-5-98227-148-8)
- Суриков И. Е., Солнце Эллады: история афинской демократии [Le Soleil de l'Hellade : l'histoire de la démocratie athénienne], Saint-Pétersbourg, éd. de la faculté de philologie de l'université d'État de Saint-Pétersbourg, 2008, 376 pages
- Суриков И. Е., Античная Греция: политики в контексте эпохи. Время расцвета демократии [La Grèce antique : la politique dans le contexte de l'époque. Le temps de la montée de la démocratie], М., éd. Наука, 2008, 384 pages,
- Суриков И. Е., Античная Греция: политики в контексте эпохи. Година междоусобиц [La Grèce antique : la politique dans le contexte de l'époque. Année de guerre civile], М., éd. Русский фонд содействия образованию и науке, 2011, 328 pages,  (ISBN 978-5-91244-030-4)
- Суриков И. Е., Очерки об историописании в классической Греции [Essais sur l'écriture historique dans la Grèce classique], М., éd. Языки славянских культур, 2011, 504 pages,  (ISBN 978-5-9551-0489-8)
- Суриков И. Е., Полис, логос, космос: Мир глазами эллина. Категории древнегреческой культуры [Polis, logos, cosmos : Le monde à travers les yeux d'un Grec. Catégories de la culture grecque antique], М., éd. Université Dmitri Pojarski Университет Дмитрия Пожарского, 2012, 304 pages,  (ISBN 978-5-91244-095-3)
- Суриков И. Е., Античная Греция: политики в контексте эпохи. На пороге нового мира [La Grèce antique : la politique dans le contexte de l'époque. Au seuil d'un nouveau monde], M., éd. Русский фонд содействия образованию и науке [Fondation russe pour la promotion de l'éducation et de la science], 2015, 392 pages,  (ISBN 978-5-91244-140-0)
- Суриков И. Е., Античная Греция: Политогенез, политические и правовые институты [Grèce antique : politogénèse, institutions politiques et juridiques]. — М.: éd. ЯСК, 2018. — 760 pages.

Livres de vulgarisation historique et manuels d'histoire
- Евладова Е. Б. [Evladova E.B.] , Петракова Т. И. [Petrakova T.I.], Суриков И. Е. [Sourikov I.E.], Вечная тайна античности [Le Mystère éternel de l'antiquité]. tome I: Методическое пособие для воспитателей, учителей и педагогов дополнительного образования [Guide méthodologique pour les éducateurs, les enseignants et les enseignants de l'enseignement complémentaire], М., éd. Impeto Импэто, 1995, 110 pages
- Евладова Е. Б., Петракова Т. И., Суриков И. Е., Вечная тайна античности [Le Mystère éternel de l'antiquité]. tome II : Дополнительные материалы для урочной и внеурочной деятельности с учащимися 6-х классов [Matériel supplémentaire pour les activités en classe et parascolaires avec les élèves de 6e année], М., éd. Импэто, 1995, 239 pages
- Суриков И. Е., Античная цивилизация: Греция: Учеб. пособие [Civilisation antique: la Grèce, manuel d'histoire], М., éd. МФТИ, 1997, 136 pages
- Суриков И. Е., Древняя Греция: история и культура [Grèce antique: histoire et culture], М., éd. АСТ, 2005, 190 pages,
- Ляпустин Б. С. [Liapoustine B.S.], Суриков И. Е. [Sourikov I.E.], Древняя Греция [La Grèce antique], М., éd. Дрофа, 2007, 528 pages,  (ISBN 978-5-358-01187-8)
- Махлаюк, Александр Валентинович [Makhlaiouk, Alexandre Valentinovitch], Суриков И. Е. [Sourikov I.E.], Античная историческая мысль и историография. Практикум-хрестоматия [Pensée historique antique et historiographie. Pratique et morceaux choisis], М., éd. КДУ, 2008, 464 pages,  (ISBN 978-5-98227-451-9)
- Суриков И. Е. [Sourikov I.E.], Ленская В. С. [Lenskaïa V.S.], Соломатина Е. И. [Solomatina E.I.], Таруашвили Л. И. [Taraouchvili L.I.]; История и культура Древней Греции. Энциклопедический словарь [Histoire et culture de la Grèce antique. Dictionnaire encyclopédique] / Под общ. ред. И. E. Сурикова, М., éd. Языки славянских культур, 2009, 729 pages,  (ISBN 978-5-9551-0355-6)
- Суриков И. Е., Геродот [Hérodote], М., éd. Молодая гвардия [Jeune Garde], coll. Жизнь замечательных людей [La Vie des personnages illustres], 2009, 444 pages,  (ISBN 978-5-235-03226-2)
- Суриков И. Е., Сократ [Socrate], М., éd. Молодая гвардия, coll. Жизнь замечательных людей, 2011, 384 pages,  (ISBN 978-5-235-03455-6)
- Суриков И. Е., Пифагор [Pythagore], coll. Жизнь замечательных людей, М., éd. Молодая гвардия, 2013, 269 pages,  (ISBN 978-5-235-03605-5)
- Суриков И. Е., Гомер [Homère], coll. Жизнь замечательных людей, М., éd. Молодая гвардия, 2017, 320 pages

Quelques articles
- Суриков И. Е., Как назывался высший орган власти в античном демократическом полисе? [Comment s'appelait la plus haute autorité de l'ancienne polis démocratique ?], lire en ligne, Античная цивилизация: политические структуры и правовое регулирование [Civilisation antique : structures politiques et régulation juridique]. Rapports de la conférence internationale sur Internet, Iaroslavl, 2012, pp. 8-20,  (ISBN 9785904894054)

Traductions
- Lycophron. Alexandra [Александра]. / Вступ. ст. А. В. Мосолкина, пер. и комм. И. Е. Сурикова. // Вестник древней истории (La Revue d'histoire ancienne). — 2011. — № 1. — С. 219—233. Строки 1-446. № 2. С. 234—267. Строки 447—1474.